# Lucien Gamblin

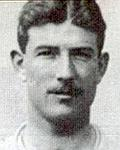
Gamblin

Lucien Gamblin (* 22. Juli 1890 in Ivry-sur-Seine; † 30. August 1972 in Paris) war ein französischer Fußballspieler, -funktionär und Sportjournalist. Er gilt bis in die Gegenwart als einer der herausragendsten Fußballer des Landes im ersten Viertel des 20. Jahrhunderts; als Journalist hat er die Sportberichterstattung und -kommentierung in Frankreich während fünf Jahrzehnten maßgeblich beeinflusst.
Im Ersten Weltkrieg wurde Gamblin als Soldat vielfach ausgezeichnet und später als Ritter in die Legion d’Honneur aufgenommen.

## Vereinskarriere

### Bis zum Ersten Weltkrieg
Der „Lulu“ genannte Abwehrspieler war elanvoll, unermüdlich und durchsetzungsfähig, ein „echtes Kind der Stadt Paris, ein Felsgestein mit einem Kreuz wie ein Möbelpacker und Beinen wie Tempelsäulen“, zudem unumstrittener Chef auf dem Platz, der seine Mitspieler durch seine vorbildliche Einstellung motivierte und sie mit Worten und Gesten antrieb. Lucien Gamblin hatte ursprünglich bei der Union Athlétique de Saint-Mandé Leichtathletik betrieben; als er 1907 für einen Sieg in einem 400-Meter-Lauf eine um fünf Francs geringere Prämie als im Jahr zuvor bekam, wechselte er erbost zum benachbarten Hauptstadtclub Red Star AC, für den er vier Wochen später – gerade 17 geworden – in der ersten Herrenfußballelf spielte und bald darauf mit ihr in die höchste Pariser Liga aufstieg. Dieser Verein war bekannt dafür, guten Fußballern materielle Anreize zu bieten, um die Mannschaft zu verstärken; auch Nationalspieler wie Julien du Rhéart, Alfred Gindrat und Eugène Maës erlagen schon in der Hochzeit des Amateurismus diesen Offerten. Bei Red Star blieb er während seiner gesamten Karriere, war zeitweise auch Schatzmeister, Sekretär, sportlicher Leiter – und mit einer 100-Francs-Einlage zudem Teilhaber der Gesellschaft, die für Red Star ab 1910 ein neues Sportfeld baute. Außerdem bewährte sich der ab 1911 auch in die Nationalmannschaft berufene „Lulu“ (siehe unten) bei der Anwerbung anderer Spieler wie Pierre Chayriguès (1911) oder Paul Nicolas (1919).
Zu dieser Zeit gab es in Frankreich noch keinen landesweit einheitlichen oder professionellen Ligabetrieb; vielmehr existierten nebeneinander bis zu fünf Fußballverbände, die ihre eigenen Meisterschaften austrugen (Details dazu siehe hier). Red Star gehörte zunächst der Union des sociétés françaises de sports athlétiques (USFSA) und ab 1910 der Ligue de Football Association (LFA) an; zu diesem Zeitpunkt zog der Verein von Paris nach Saint-Ouen um. Gamblin gewann 1908 seinen ersten Titel in der Coupe Manier, einem von 1897 bis 1910 ausgetragenen Landespokalwettbewerb. 1912 holte Red Star die LFA-Meisterschaft vor seinem größten Verbandskonkurrenten CA Paris, unterlag im anschließenden Finale um die verbandsübergreifende Trophée de France allerdings Étoile des Deux Lacs mit 1:3; in diesem Spiel kam Gamblin jedoch nicht zum Einsatz, dafür aber in zahlreichen internationalen Freundschaftspartien, unter anderem gegen Tottenham Hotspur, FC Barcelona und Racing Brüssel. Im Sommer 1914 beendete Red Star die LFA-Meisterschaft als Zweiter hinter dem FEC Levallois; wenige Wochen später musste Gamblin seinen Sportdress gegen die Armeeuniform tauschen. Im Ersten Weltkrieg erhielt der Infanterieoffizier (Capitaine, dem Rang eines Hauptmanns entsprechend) zahlreiche militärische Auszeichnungen, darunter mehrfach das Croix de guerre; im Januar 1916 wurde er aufgrund seiner Verdienste an der Front sogar auf der Titelseite einer französischen Zeitschrift abgebildet.

### Erfolgreiche Nachkriegsjahre
Gegen Ende des Krieges hat Lucien Gamblin möglicherweise einige Spiele für den Club Français bestritten; diese Angabe findet sich zwar ausschließlich in einer einzigen, dafür aber der für diese Zeit detailliertesten Quelle. Danach stand er anlässlich des erstmals 1917/18 ausgetragenen Pokalwettbewerbs (für den sein Red Star AC nicht gemeldet hatte) als rechter Verteidiger in der Elf des Club Français, die nach Siegen über die Lokalrivalen Standard AC und US Suisse im Viertelfinale mit 2:3 n. V. gegen Olympique Pantin verlor. Gastauftritte von Fußballspielern waren schon in der Vorkriegszeit und erst recht unter den schwierigen Bedingungen der Kriegsjahre nicht nur in Frankreich verbreitet; allerdings könnte es sich auch um einen Namensvetter Gamblins gehandelt haben.
Dieser Pokal entwickelte sich schnell zu einem vollwertigen Ersatz für die noch bis 1932 auf sich warten lassende nationale Meisterschaft. Zwar schied Red Star 1918/19 schon früh (gegen Stade Français) und 1919/20 im Viertelfinale (gegen CA Paris) aus, aber dann erreichte die Mannschaft dreimal nacheinander das Endspiel – und gewann alle drei Partien: 1921 mit 2:1 gegen Olympique Paris, 1922 mit 2:0 gegen Stade Rennais UC und 1923 durch ein 4:2 gegen den FC Cette. Als Mannschaftskapitän war es jeweils Lucien Gamblin, der die Trophäe entgegennehmen konnte. Insbesondere zum ersten Pokalsieg hatte er auf maßgebliche Weise beigetragen, als er zwei Minuten vor dem Abpfiff den Ball auf der Torlinie mit beiden Händen abfing und so Olympiques Ausgleichstreffer verhinderte. Den zwangsläufigen Strafstoß konnte der reguläre Torhüter Chayriguès anschließend abwehren, nachdem Gamblin zuvor intensiv auf den Schützen Jules Dewaquez eingeredet hatte, um ihn zu irritieren („Du schießt drüber, Julot, ich sag's Dir!“). Diese Szenen zählen bis ins 21. Jahrhundert zu den ganz großen „Pokallegenden“ Frankreichs, und Lucien Gamblin wurde – obwohl fünf weitere Spieler (Pierre Chayriguès, Maurice Meyer, Philippe Bonnardel, Paul Nicolas und Marcel Naudin) ebenfalls in allen drei Finals dabei waren – zu einem der frühen Stars des Wettbewerbs; dazu trug auch bei, dass drei Pokalsiege in Folge bis heute nur einem weiteren Verein gelangen (OSC Lille, von 1946 bis 1948).
Unmittelbar nach dem dritten Erfolg beendete Gamblin seine Spielerkarriere, um sich auf seinen Hauptberuf zu konzentrieren (siehe unten). Dem Fußball blieb er dabei weiterhin nahe; auch seinem Red Star stand er in den folgenden Jahrzehnten häufig zur Seite.

### Stationen
- Red Star Amical Club (1907–1923)
- evtl. Club Français (einige Spiele 1917/18)

## In der Nationalmannschaft
Zwischen April 1911 und Mai 1923 bestritt Lucien Gamblin 17 Länderspiele für Frankreich, davon sechs bis März 1914 und weitere elf nach dem Krieg (das erste davon im März 1919). Angesichts des seinerzeit vorherrschenden Spielsystems, in dem Verteidiger die Mittellinie praktisch nie überquerten, gelang ihm dabei kein Treffer. Sein Abwehrpartner war bis 1914 meist Gabriel Hanot, später gleichfalls ein renommierter Sportjournalist.
Ab April 1920 führte „Lulu“ die Nationalelf in neun Begegnungen als Mannschaftskapitän auf das Spielfeld; allerdings fehlte er im Gegensatz zu einer Reihe anderer Nationalspieler, die gleichfalls längst keine reinen Amateursportler mehr waren, beim olympischen Fußballturnier 1920.
Die bereits damals in blauen Hemden antretenden Franzosen waren in jenen Jahren alles andere als eine fußballerische Großmacht; nur vier seiner 17 Begegnungen gewann Gamblin mit den Bleus, in zehn Partien verließen sie den Platz als Verlierer. Einer dieser seltenen Siege trug allerdings erheblich zu seinem Ruf als ein ganz Großer der 1920er bei. In seinem 13. Länderspiel bezwang Frankreich an Napoléons hundertstem Todestag (5. Mai 1921) England mit 2:1 – wie üblich zwar nur eine englische Amateurauswahl, aber auch gegen die kassierten Mannschaften vom Kontinent häufig deftige Niederlagen. Und so lobte die französische Presse anderentags den Abwehrspieler in den höchsten Tönen:

„Gamblin erledigte seine schweren Aufgaben gegen den «Lehrmeister» einfach kaiserlich … Ob auf dem Rasen oder in der Luft, er spielte selbst wie ein Engländer.“

Auch gegen Nationalmannschaften aus den deutschsprachigen Staaten hat er mehrfach Spiele bestritten, und zwar dreimal (1911, 1914 und 1923) gegen die Schweiz, einmal (1913) gegen Luxemburg und viermal (1914, 1919, 1920 und 1921) gegen Belgien.

## Leben nach der Zeit als Spieler
Im Oktober 1923 berief der Präsident der Fédération Française de Football Association (FFFA), Jules Rimet, Lucien Gamblin als sélectionneur an die Seite von Gaston Barreau, Jean Rigal und anderen im Komitee des Fußballverbandes, das die Nationalspieler nominierte und die Mannschaft während der Länderspiele betreute. Doch noch im selben Monat und nach nur einem Spiel legte er dieses Amt wieder nieder.
Ab diesem Zeitpunkt arbeitete er ausschließlich als Journalist. Während seiner fast fünf Jahrzehnte dauernden Berufstätigkeit schrieb er für die Sportzeitschriften L’Auto (der Vorgänger von L’Équipe) und anschließend für France Football, aber auch für Paris Jour, France Soir und den Midi Libre. Seine Artikel waren, wie er selbst als Spieler, oft „gefürchtet wegen ihrer Gradlinigkeit, unerbittlich, scharfzüngig, manchmal ätzend“, was ihm in Sportler- wie Kollegenkreisen hinter vorgehaltener Hand den Spitznamen „Lulu-la-matraque“ (Lulu, der Schlagstock) einbrachte. Anders als sein zeitweiliger Kollege und Vorgesetzter Gabriel Hanot und trotz seiner eigenen Erfahrungen mit einem heimlichen Professionalismus (in Frankreich als amateurisme marron bezeichnet) hielt Gamblin lange am Ideal des „reinen Amateurismus“ fest und lehnte die Einführung des Berufsfußballs ab.
In den letzten Jahren seines Lebens zog sich der auch zum Mitglied der Ehrenlegion ernannte Lucien Gamblin, von schweren Asthmaanfällen gezeichnet, zunehmend in seine Wohnung am Montmartre zurück, wo er fünf Wochen nach seinem 82. Geburtstag verstarb.

## Palmarès
- Französischer Meister: Fehlanzeige (aber 1912 Finalist um die Trophée de France [heute inoffizieller Titel])
- Französischer Pokalsieger: 1921, 1922, 1923
- Gewinner der Coupe Manier (von 1897 bis 1910 ausgetragener Pokalwettbewerb [heute inoffizieller Titel]): 1908
- 17 A-Länderspiele (kein Treffer) für Frankreich